# Караматиевич, Евстафий
Евстафий (Евстатие) Караматиевич (серб. Јевстатије Караматијевић; 30 ноября 1881, Нова-Варош — 9 апреля 1948, Загреб) — сербский православный священник, протоиерей Сербской православной церкви, общественно-политический деятель, партизан времён Народно-освободительной войны Югославии.

## Биография

### Ранние годы: служба в церкви
Родился в семье отца Иоанна и матери Риеты 30 ноября 1883 года в городе Нова-Варош Новобазарского санджака Османской империи. Окончил четыре класса гимназии Скопье в 1904 году. В священники рукоположен в 1907 году, окончил Богословско-учительскую школу города Призрен в 1908 году. Состоял в епархиальном административном комитете Дабро-Босанской митрополии, получил чин протоиерея.
С молодости отец Евстафий был одним из активных борцов за свободу Санджака и Старого Влаха, за что был арестован властями Турции и вскоре изгнан из страны.

### Служба в сербской армии
Отец Евстафий не прекратил свои попытки помочь сербам Македонии. Он вступил в сербскую армию как полковой священник. Участвовал в Балканских войнах и в 1912 году стал зачинщиком восстания в Нова-Вароше. В Первую мировую войну служил на Салоникском фронте, воевал в Албании и вместе с сербской армией нашёл убежище на греческом острове Корфу, за что был награждён Албанской памятной медалью Королевства Сербии.

### Деятельность в Королевстве Югославия

#### Благотворительность
Отец Евстафий стал основателем ряда культурных обществ: «Зора», «Српска омладина», Стрелковая дружина и т.д. Ему же принадлежит идея создания сокольского движения в Нова-Вароше и открытия там же городской библиотеки. Он занимался активно благотворительной деятельностью, помогая в обучении детям из бедных семей: с его же помощью были открыты школа-интернат «Кнегиња Зорка», гимназия в Нова-Вароше и Сокольский дом там же.

#### Политика
Отец Евстафий поддерживал в Югославии сначала Демократическую партию, а затем и Независимую демократическую партию Югославии.

### Народно-освободительная война
В 1941 году Германия объявила войну Югославии и вторглась на территорию страны. В апреле месяце протоиерей Евстафий вступил в антифашистское движение, перебравшись в Боснию, где обратился несколько раз с призывом объединиться всем православным сербам вне зависимости от положения в обществе, а также поддержать всех, кто готов воевать с немецкими оккупантами. Он также отправил письма всем священникам Югославии. Он начал службу священником при 3-й пролетарской санджакской ударной бригаде, а затем был переведён и в 37-ю санджакскую дивизию. В 1942 году он был избран в Антифашистское вече народного освобождения Югославии (на 2-м заседании выбран в члены Президиума), а затем и в Антифашистское вече Санджака.
В 1944 году, находясь в Бело-Поле, протоиерей Евстафий написал письмо местоблюстителю Русской православной церкви Алексию, в котором обратился с просьбой оказать всю возможную помощь сербскому народу изгнать немецких, хорватских и венгерских фашистских захватчиков из страны, а также детально описал, что вытворяли в оккупированных городах немцы, хорваты, итальянцы и венгры и как они обращались с мирским населением и священниками. Уже вскоре в город Польпе прибыла советская делегация, которую с радостью встретил протоиерей Караматиевич, произнеся при встрече им «Ныне отпущаеши раба Твоего, Владыко!».

### После войны: последние годы жизни
После войны протоиерей Евстафий был избран в Народную скупщину Сербии, а также занял должность заместителя председателя Югославского Красного креста. Вскоре он возглавил делегацию Сербской православной церкви, которая посетила Советский Союз.
9 апреля 1948 протоиерей Евстафий скончался. Похоронен на Новом кладбище Белграда.

### Семья
Его супругой была Ефимия, известная общественная деятельница. В браке у них родились дети: дочери Зорица, Кая, Наталия и сыновья Вук и Првослав. Все они участвовали в Народно-освободительной войне: Ефимия погибла во время бомбардировки, также жертвой авианалёта стала Зорица и её двое детей. Кая пала в битве на Сутьеске, сражаясь против немцев, а Наталия погибла от рук четников. Войну пережил Првослав, который стал известным художником, чьи работы демонстрировались на многочисленных международных выставках.